# Sminthopsis douglasi
Sminthopsis douglasi — вид родини сумчастих хижаків, ендемік північного заходу штату Квінсленд, Австралія. Живе серед трав Мітчела (рід Astrebla), які вкривають тріщинуваті глинисті ґрунти. Використовує тріщини і густу рослинність (зокрема, Iseilema membranacea) як укриття. Самиці можуть народжувати двічі на рік до восьми дитинчат в одному приплоді. Вага: 40-70 гр.

## Етимологія
Атол М. Дуглас (англ. Athol M. Douglas, дати не знайдений) і Маріон Дуглас (англ. Marion Douglas, дати не знайдено) інтенсивно збирали зразки кажанів у Західній Австралії, в основному для Музею Західної Австралії, Перт, де Атол працював в 1950-их і 1960-их. Sminthopsis douglasi названий на честь Атола.

## Загрози та охорона
Екзотичні хижаки (особливо коти і лисиці), випас овець і великої рогатої худоби, а також наявність колючої акації Acacia nilotica, яка усуває потрібний тваринам підлісок є серйозними загрозами для виду. Включений в список зникаючих видів відповідно до австралійського закону. Присутній в кількох природоохоронних територіях.